# 1956年格鲁吉亚示威
1956年格鲁吉亚示威（或称“第比利斯骚乱”、“三九惨案”）是一次针对赫鲁晓夫的去斯大林化政策的大规模的抗议活动。由于一代格鲁吉亚青年人生长在斯大林主义年代，赫鲁晓夫的做法使他们震惊，并被认为伤害了民族感情（斯大林为格鲁吉亚人）。抗议的中心在格鲁吉亚的首府第比利斯，人们自发集会悼念斯大林逝世三周年，并抗议赫鲁晓夫对斯大林的谴责批评，随后迅速演变成为大规模的示威游行以至骚乱，最终导致城市瘫痪。不久后，诸如改变苏联中央政府驻地（莫斯科），并呼吁格鲁吉亚从苏联独立之类的政治诉求开始出现了 。
格鲁吉亚当局混乱而士气低落，将责任随后转交给了苏联军队。3月9日，军队开进第比利斯部署，并发起“自卫行动”，向守卫纠察政府大楼的学生开火。3月10日群情激奋的市民继续抵抗，但被坦克驱散，伤亡人数估计范围由几十到几百不等。
尽管事件被迅速平定，这一事件却是格鲁吉亚对苏联忠诚度退步，和民族凝聚性巩固的转折点。当代苏联学家罗纳德·格里高·苏尼对此的评价是：来自苏联政府迅速而残忍的回应残酷地表明，它无力解决改革苏联体制和保留斯大林权威主义的两难困境。政府在第比利斯的混乱状态是一个血淋淋的信号，表明改革由党决定保存它所必需的权利垄断所限制。

## 背景

### 赫鲁晓夫的秘密报告
1956年2月25日，在苏共二十大的闭门会议上，苏联领导人尼基塔·赫鲁晓夫发表了“秘密演说”，批评斯大林政权采取的行动，特别是对军队和苏共高层的清洗，以及对斯大林的个人崇拜的发展。同时他援引列宁的话来保持对共产主义的其他理想的支持。
被确立为苏联早期共产主义的象征的“国家之父”斯大林遭到其继任者谴责的消息迅速传遍了整个苏联。尽管细节不详，但此事件在苏联社会引起了轩然大波。

### 格利吉亚的反应
尽管苏共限制格鲁吉亚的民族主义，但赫鲁晓夫的去斯大林化政策却自相矛盾地打击了格鲁吉亚的民族自豪感。年轻一代的格鲁吉亚人很自豪地认为斯大林是统治伟大俄罗斯的格鲁吉亚人，并且正如人们普遍认为的那样，他统治了世界。现在，对斯大林的诋毁被视为格鲁吉亚民族意识在俄罗斯/苏联统治者手中受到虐待的象征。
赫鲁晓夫将那个时期的所有恐怖都归咎于“慈父”斯大林，他讽刺地称，格鲁吉亚人非常喜欢称斯大林为“格鲁吉亚民族的伟大儿子”。这种讽刺与刻薄的态度进一步激化了爱国主义情绪和政治抗议。时任库塔伊西共青团领导人，后来成为后苏联时代格鲁吉亚总统的爱德华·谢瓦尔德纳泽后来回忆说，赫鲁晓夫在演讲结束时对格鲁吉亚人的讽刺性言论深深伤害了格鲁吉亚年轻人的自尊心。
关于去斯大林化引发抗议的原因有着多种解释。许多人将其视为斯大林主义的复兴，另一些人则将其视为1924年八月起义失败以来格鲁吉亚民族主义的首次公开表达。俄罗斯科学院的谢尔盖·亚历山德罗维奇·阿鲁秋诺夫说：
在那一刻，要求他们忠诚的转变太过巨大，难以轻易实现。对于具有外高加索背景的人来说，赫鲁晓夫的讲话绝不是什么启示。但许多格鲁吉亚人的反应却相当奇特。想想我祖父的家乡卡尔达纳希村的农民，以及其他许多村庄的农民，我早在20世纪40年代初就从他们那里了解到了有关古拉格的真相。这些人从未用其他词语称呼斯大林，而只是称他为“大胡子”，或者更明确地说是“那个大胡子野兽”（es ulvashiani mkhetsi），即使是在亲信圈子里也是如此。现在，他们迅速在拖拉机和卡车的挡风玻璃上展示斯大林的肖像……这种截然相反的转变令人惊讶。然而，在俄罗斯人中，这是从一种顺从到另一种顺从的转变，而在格鲁吉亚，则是从一种不顺从的行为到另一种不顺从的行为的转变"。
苏联媒体基本没有报道过格鲁吉亚事件，在未来几十年该事件也是禁忌话题。通过分析几份相互矛盾的报告、目击者的描述和一些幸存的苏联秘密文件，可以大致重建发生的事情。

## 示威
根据格利吉亚内务部长弗拉基米尔·占季加瓦的秘密报告，骚乱始于1956年3月4日，当时学生群体聚集在第比利斯市中心库拉河堤岸的斯大林纪念碑前纪念斯大林逝世三周年。他们对赫鲁晓夫的秘密报告感到愤怒，对在该地点周围拉起警戒线的民兵表现出咄咄逼人的态度。共产党员帕拉斯蒂什维利爬上斯大林纪念碑，喝了一些瓶子里的酒，砸碎瓶子说：“让斯大林的敌人去死，就像这个瓶子一样！”
示威活动逐渐扩大，吸引了越来越多的人，他们把纪念花圈带到斯大林纪念碑前。困惑的地方当局并没有积极反对这些活动。首都的示威活动在格鲁吉亚的其他地区得到呼应，例如哥里、库塔伊西、鲁斯塔维、苏呼米和巴统。
到3月6日，第比利斯的示威活动变得更有组织，人数也更多。当天，在格鲁吉亚部长和当地媒体出席的会议上，有人大声宣读了苏共中央委员会的密信《关于个人崇拜》。格鲁吉亚苏维埃社会主义共和国部长会议突然开会的消息很快传遍了第比利斯，局势不断升级。
3月7日一早，第比利斯国立大学的学生罢课并走上街头，来自其他大学的学生及中小学生也加入了他们。示威者沿着第比利斯的主干道鲁斯塔韦利大道走到列宁广场，在政府大楼和市政厅停留，混杂着汽车警报器和喇叭的嘈杂声，他们高呼口号“伟大的斯大林万岁！列宁和斯大林的党万岁！苏维埃格鲁吉亚万岁！”。在克服了民兵的阻力后，抗议者重新聚集在斯大林纪念碑前。
示威者向当局提出了他们的要求：将12月8日（斯大林的生日）定为正式节假日，在当地报纸上发表专门介绍斯大林生平的文章，在电影院放映米克海尔·齐阿乌列里的电影《攻克柏林》和《难忘的1919》（两部电影都是典型的斯大林个人崇拜的电影），并邀请当时正在访问格鲁吉亚的中国元帅朱德出席集会。到当天结束时，示威人数达到了70000人。苏联内务部中央最初低估了抗议活动的规模，而占季加瓦部长提供的信息在3月8日晚些时候传到了中央委员会。
到那时，第比利斯已经瘫痪。集会同时发生于多个地点，特别是列宁广场和布满花圈的斯大林纪念碑前。主干道上到处都是示威者，他们大声谴责赫鲁晓夫，要求为斯大林平反，允许纪念斯大林，并特别要求维亚切斯拉夫·莫洛托夫捍卫斯大林的英名。路障被拉起，公共汽车和小汽车被掀翻。群众指挥交通，有几次甚至阻止交通，还与反抗的司机和民兵爆发了几次冲突。当几名活跃分子被捕时，示威活动变得更加庞大，人群也变得更加咄咄逼人。格鲁吉亚第一书记瓦西里·姆扎瓦纳泽向抗议者发表讲话，正在访问格鲁吉亚的朱德向人群致意，但拒绝参观斯大林纪念碑，示威活动也没有散去。
随着示威活动的继续，当地政府开始失去对局势的控制。由于抗议活动的规模庞大、示威者对格鲁吉亚爱国主义的呼吁及对共产主义的忠诚，民兵的反应变得越来越迟钝。3月9日早些时候，当局试图缓和紧张局势，并允许进行对斯大林的纪念活动。但姗姗来迟的让步没有产生任何作用。当天晚些时候，在斯大林纪念碑附近的集会上，有人在几名党员在场的情况下大声宣读了政治要求。
根据后来作为这份请愿书的作者被审的鲁本·基皮亚尼的有争议的证词，要求是：第一，将关于斯大林的“密信”归还苏共中央委员会；第二，罢免阿纳斯塔斯·米高扬、尼古拉·布尔加宁及尼基塔·赫鲁晓夫的党和政府职务；第三，建立新政府；第四，从监狱中释放阿塞拜疆第一书记米尔-贾法尔·巴吉罗夫；第五，将格鲁吉亚官员阿卡基·姆盖拉泽和姆扎瓦纳泽提升到苏共中央政治局；第六，任命斯大林的儿子瓦西里为中央委员会委员；第七，实行特赦。决定派遣大约10人到附近位于鲁斯塔韦利大道的通信大楼，以便向莫斯科发送电报。
与此同时，在Kolmeurneobis广场的示威活动则愈发反苏。人们唱着被被压抑已久的国歌《颂赞》，挥舞着前苏联时期格鲁吉亚的国旗。当一些身着便服的人干涉时，肢体冲突爆发了。接下来是传单。据目击者、格鲁吉亚犹太裔作家法伊娜·巴佐娃（大卫·巴佐夫之女）称，这些传单呼吁格鲁吉亚从苏联独立，这是以前从未听说过的要求。
接下来的事情就不那么清楚了。当天晚些时候，莫斯科决定派遣当时由伊万·费久宁斯基大将指挥的外高加索军区军队干预此事。然而，由于被怀疑不可靠，在此处占大多数的格鲁吉亚驻军没有部署。苏联内务部官员报告说，第比利斯已经失控。他们声称，示威者（据称其中许多人喝醉了且持有武器）正在抢劫这座城市，计划对俄裔和亚美尼亚裔的大屠杀，并计划占领政府大楼。
当天晚上，当局通过无线电呼吁停止集会，并宣布第比利斯驻军司令部少将格拉德科夫从3月10日午夜开始实施宵禁。许多抗议者感觉到威胁即将来临，开始离开市中心。然而，接近午夜时，人们得知派往通信大楼的代表被扣留，表面上是为了核实身份。人群冲上去营救代表，并与守卫大楼的士兵发生冲突。部队开始向人群开火，以阻止抗议者冲进大楼。与此同时，坦克将示威者赶出列宁广场和斯大林纪念碑。3月10日示威者试图恢复集会，但再次被军队驱散。在这次镇压中，数十人甚至数百人丧生。由于没有官方报告，各种估计的伤亡人数从106人到800人不等。200多人在随后的报复行动中被捕，许多人随后被驱逐到西伯利亚的劳改营。

## 后果
1953年3月的集会扩大了格鲁吉亚共产党内部的分歧，因为几名官员表示声援人民。1956年7月，莫斯科的中央委员会发布了一项批评格鲁吉亚共产党领导层的决议。8月，第比利斯的第二书记被一名俄罗斯人取代。然而，姆扎瓦纳泽在面谈中尽量减少受害者的人数，并赞助了一个讲座项目来传播党的新观点，从而成功地安抚了格鲁吉亚人。由于他的成功，1957年6月，姆扎瓦纳泽被提升为中央委员会主席团候补成员。
尽管直到1978年4月的抗议中格鲁吉亚人才明显尝试反抗苏联统治，但对莫斯科中央政府的怨恨依然存在。许多格鲁吉亚人认为是赫鲁晓夫亲自命令军队向抗议者开火的。第比利斯事件使格鲁吉亚与苏联其他地区（波罗的海三国可能除外）的背离显而易见。对苏联的忠诚度受到损害，反苏情绪成为重新崛起的格鲁吉亚民族主义的基本特征。正如SovLab研究实验室的伊拉克利·赫瓦达吉亚尼（Irakli Khvadagiani）所指出的那样，这些事件导致了自我伤害和民族主义。
就在1956年事件发生之后，格鲁吉亚第一批呼吁脱离苏联的地下团体出现了。他们大多又小又弱，苏联当局能迅速消灭他们。然而，他们催生了新一代的持不同政见者，例如梅拉布·科斯塔瓦和兹维亚德·加姆萨胡尔季阿。他们都是1956年3月集会的青少年参与者，将带领格鲁吉亚在1980年代进行独立斗争。
在格鲁吉亚，SovLab等团体为斯大林主义的受害者举办纪念仪式，也是为了解决亲斯大林情绪的遗留问题。

### 引用
1. ↑  Lurye, Lev (2007), 1956 god. Seredina veka, p. 134. ISBN 5-7654-4961-1.
2. ↑  Nahaylo, Bohdan; Swoboda, Victor (1990), Soviet disunion: a history of the nationalities problem in the USSR, p. 120. Free Press, ISBN 0-02-922401-2
3. 1 2 3 4 5 6 7 8 9 10 11 12  Kozlov, Vladimir A (transl. by MacKinnon, Elaine McClarnand; 2002), Mass Uprisings in the USSR: Protest and Rebellion in the Post-Stalin Years, pp. 112–136. M.E. Sharpe, ISBN 0-7656-0668-2
4. 1 2 3 4 5 6 7  Suny, Ronald Grigor (1994), The Making of the Georgian Nation, pp. 303–305. Indiana University Press, ISBN 0-253-20915-3
5. 1 2 3 4  Cornell, Svante E. (2002), Autonomy and Conflict: Ethnoterritoriality and Separatism in the South Caucasus: Cases in Georgia, pp. 146–149. Uppsala University, Department of Peace and Conflict Research, ISBN 91-506-1600-5
6. 1 2  Tarkhan-Mouravi, George, From Independence to Independence: 70 Years of Soviet Georgia, chapter in: Awde, Nicholas; Wright, John (ed., 1998), The Georgians: A Handbook. Curzon Press, ISBN 0-7007-0640-2 (draft text)
7. 1 2 3  Lang, David Marshall (1962), A Modern History of Georgia, pp. 264–265. London: Weidenfeld and Nicolson.
8. 1 2 3  （俄語） Лурье, Лев Яковлевич. . ОЛМА Медиа Групп. 2007: 135. ISBN 978-5-7654-4961-5.
9. ↑  Mead, Margaret; Rickman, John; Gorer, Geoffrey (2001), Russian Culture, p. xviii. Berghahn Books, ISBN 1-57181-230-X, 9781571812308
10. ↑  Sakwa, Richard (1998), Soviet Politics in Perspective, p. 243. Routledge, ISBN 0-415-07153-4
11. ↑  （俄語） Berets, Sergey, Кризис коммунистического движения (Crisis of the Communist movement). BBC News. 6 March 2006
12. ↑  Japaridze, Tinatin. . Rowman & Littlefield. 2022: 48.
13. ↑  . Jam News. 31 July 2022  [29 November 2022].

### 延伸阅读
- Blauvelt, Timothy K.; Smith, Jeremy (编). . London: Routledge. 2016. ISBN 978-1-13847-685-1.